# Roccabascerana
Roccabascerana – miejscowość i gmina we Włoszech, w regionie Kampania, w prowincji Avellino.
Według danych na 1 stycznia 2022 roku gminę zamieszkiwało 2327 osób (1168 mężczyzn i 1159 kobiet).